# تای لانگلی
تای لانگلی (انگلیسی: Ty Longley; ۴ سپتامبر ۱۹۷۱ – ۲۰ فوریهٔ ۲۰۰۳) موسیقی‌دان اهل ایالات متحده آمریکا بود.